# 查科角蛙
查科角蛙，俗稱波子角蛙，是角花蟾科中峽谷穴蛙屬成員。體長4.5-5.5cm。
牠們分布於阿根廷北部，玻利維亞東部和巴拉圭西部交界處的查科草原，主要棲息於乾燥草原地帶，旱季時藏身地底，雨季時破土覓食繁殖，主食昆蟲和其他小型蛙，魚類。
牠們的主要威脅是棲地消失和寵物貿易。
牠們也會同類相食，人工飼養時要單獨飼養。